# Gdańska Scena Alternatywna

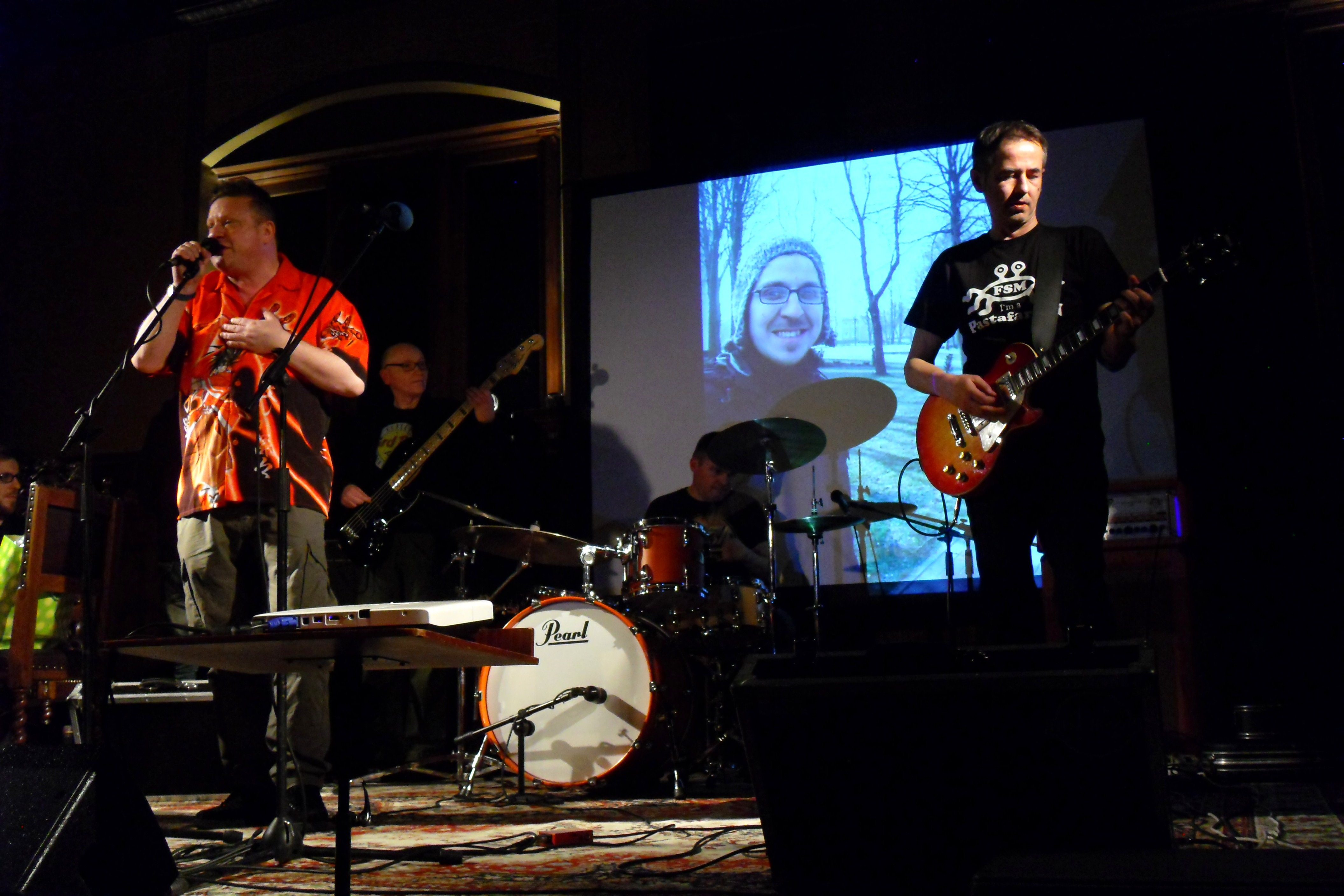
Bielizna

Gdańska Scena Alternatywna lub Trójmiejska Scena Alternatywna – muzyczna inicjatywa powstała na początku lat 80. XX wieku, zrzeszająca zespoły o poglądach nonkonformistycznych, pochodzące i tworzące na terenie Trójmiasta.
Według Leszka Gnoińskiego do powstania GSA właśnie w Trójmieście przyczynił się bliższy związek mieszkańców z nowymi trendami muzycznymi, dzięki marynarzom, którzy przywozili nowe plyty z Zachodu. Zespoły zaliczane do GSA nie miały jednolitej stylistyki, łączyła ich kontestacja głównego nurtu muzyki.
Główną imprezą nurtu GSA był festiwal Nowa Scena, odbywający się w latach 1986–1989. Aktywność GSA zakończyła się na przełomie lat 80. i 90.
Początki tej pomorskiej sceny muzycznej miały miejsce w nieistniejącym już Domu Kultury Suchanino „Burdl” w Gdańsku. Według dziennikarza Michała Hajduka, Gdańska Scena Alternatywna miała oryginalne brzmienie.
Zespoły z nurtu GSA wydały dwa albumy kompilacyjne: „Gdynia” (1988; LP) oraz „Fala 2” (1989; MC). Wiele zespołów reprezentujących GSA nie wydało nigdy płyt, a część z nich dopiero w latach 90. XX wieku, gdy sam nurt przeminął.
W 2019 ukazał się album „Gdynia 1988-2018”, a w 2020 „Druga Fala”, oba wydane przez Muzeum Miasta Gdyni, na których młode zespoły wykonywały utwory trójmiejskiej sceny lat 80.

## Zespoły zaliczane do Gdańskiej Sceny Alternatywnej
- Apteka[4]
- Bielizna[4]
- Bóm Wakacje w Rzymie[4][1][6]
- Call System[1]
- DDT[1]
- Dom Dziecka
- Dzieci Kapitana Klossa[7]
- Garden Party[7]
- Golden Life[7]
- Hektor[7]
- IMTM[8]
- Konwent A[7]
- Latająca Maszyna Do Szycia[1]
- Marylin Monroe[9].
- Miriam[7]
- Oczi Cziorne[1][6]
- PKS[7]
- Pancerne Rowery[4]
- Po Prostu[1]
- She[7]
- Szelest Spadających Papierków[4]
- Top Secret[7]